# Critérium du Dauphiné

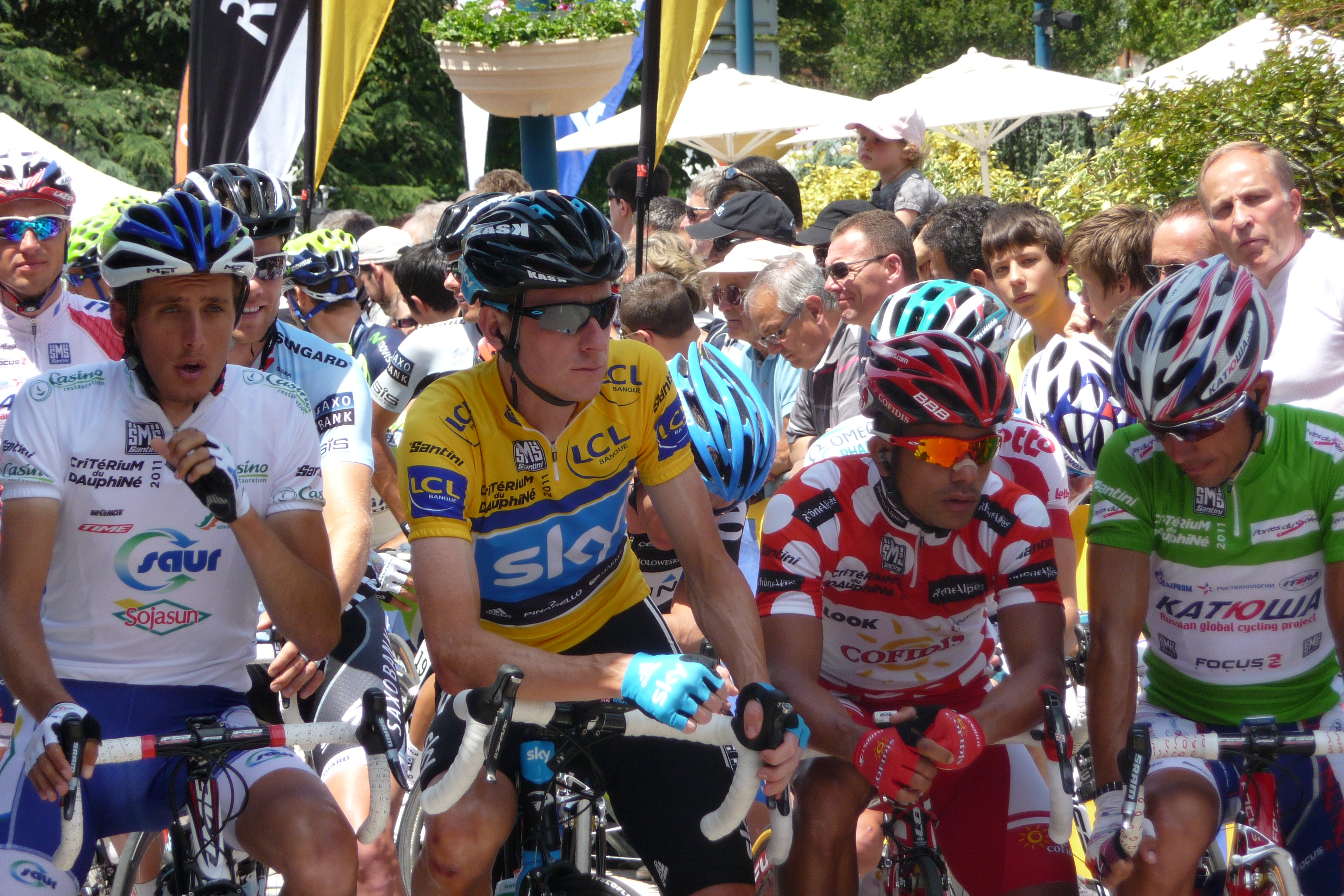
Ledartröjorna 2011.

Rutt 2015.

Critérium du Dauphiné är ett årligt 8-dagars etapplopp på cykel. Loppet går i Dauphiné-regionen i Frankrike och anordnades tidigare av tidningen Le Dauphiné libéré och hette då Critérium du Dauphiné libéré, men sedan 2010 anordnas det av Amaury Sport Organisation och heter numera Critérium du Dauphiné. 
Tillsammans med Schweiz runt är det den viktigaste uppladdningstävlingen för Tour de France. Alla cyklister som har vunnit Tour de France fem gånger eller mer har också vunnit Critérium du Dauphiné.
Eftersom Dauphiné är ett bergigt område passar loppet bra för bergsspecialister. Många klassiska klättringar från Tour de France brukar ingå, bland annat Mont Ventoux och Col du Galibier.
Edward Kabliński från Polen vann den första tävlingen 1947. Medan Nello Lauredi, Luis Ocaña, Charly Mottet, Bernard Hinault och Chris Froome har vunnit tävlingen tre gånger var. 
Thierry Claveyrolat har vunnit bergspristävlingen fem gånger (1986, 1990, 1991, 1992 och 1993). Luis Ocaña 1971, 1972 och 1973), Lucien Van Impe (1975, 1976 och 1977) och Bernard Hinault (1979, 1981 och 1984) tre gånger var.
Thierry Claveyrolat har inte bara rekordet för att ha varit den bästa klättraren under tävlingen, utan tog också hem poängtävlingen tre gånger (1987, 1989 och 1990) under sin karriär.
Flest etapper (tio sycken) har vunnits av Bernard Hinault.
Loppets totalledare bär en gul tröja med blått band, ledaren av bergspristävlingen en blå (tidigare röd) tröja med vita prickar, ledaren av poängtävlingen en grön tröja och ledaren av ungdomstävlingen en vit.

## Segrare[3][4]
2025  Tadej Pogačar
2024  Primož Roglič
2023  Jonas Vingegaard
2022  Primož Roglič
2021  Richie Porte
2020  Daniel Martínez
2019  Jakob Fuglsang
2018  Geraint Thomas
2017  Jakob Fuglsang
2016  Chris Froome
2015  Chris Froome
2014  Andrew Talansky
2013  Chris Froome
2012  Bradley Wiggins
2011  Bradley Wiggins
2010  Janez Brajkovic
2009  Alejandro Valverde
2008  Alejandro Valverde
2007  Christophe Moreau
2006 Ingen segrare 
2005  Iñigo Landaluze
2004  Iban Mayo
2003 Ingen segrare 
2002 Ingen segrare 
2001  Christophe Moreau
2000  Tyler Hamilton
1999  Aleksandr Vinokurov
1998  Armand de Las Cuevas
1997  Udo Bölts
1996  Miguel Induráin
1995  Miguel Induráin
1994  Laurent Dufaux
1993  Laurent Dufaux
1992  Charly Mottet
1991  Luis Herrera
1990  Robert Millar
1989  Charly Mottet
1988  Luis Herrera
1987  Charly Mottet
1986  Urs Zimmermann
1985  Phil Anderson
1984  Martin Ramirez
1983  Greg LeMond
1982  Michel Laurent
1981  Bernard Hinault
1980  Johan van der Velde
1979  Bernard Hinault
1978  Michel Pollentier
1977  Bernard Hinault
1976  Bernard Thévenet
1975  Bernard Thévenet
1974  Alain Santy
1973  Luis Ocaña
1972  Luis Ocaña
1971  Eddy Merckx
1970  Luis Ocaña
1969  Raymond Poulidor
1968 Inställd
1967 Inställd
1966  Raymond Poulidor
1965  Jacques Anquetil
1964  Valentin Uriona
1963  Jacques Anquetil
1962  Raymond Mastrotto
1961  Brian Robinson
1960  Jean Dotto
1959  Henri Anglade
1958  Louis Rostollan
1957  Marcel Rohrbach
1956  Alex Close
1955  Louison Bobet
1954  Nello Lauredi
1953  Lucien Teissière
1952  Jean Dotto
1951  Nello Lauredi
1950  Nello Lauredi
1949  Lucien Lazarides
1948  Edouard Fachleitner
1947  Edward Kablinski